# 昂格拉尔-诺扎克
昂格拉尔-诺扎克（法語：Anglars-Nozac，法語發音：[ɑ̃ɡlaʁ nozak]）是法国洛特省的一个市镇，属于古尔东区。

## 地理
昂格拉尔-诺扎克（44°47'13"N, 1°23'53"E）面积9.83 平方千米，位于法国奧克西塔尼大區洛特省，该省份为法国西南部内陆省份，北起顺时针与科雷兹省、康塔爾省、阿韦龙省、塔恩-加龙省、洛特-加龍省和多尔多涅省接壤。
与昂格拉尔-诺扎克接壤的市镇（或旧市镇、城区）包括：法若勒、古尔东、米亚克、派拉克、派里尼亚克、鲁菲亚克、勒维冈。
昂格拉尔-诺扎克的时区为UTC+01:00、UTC+02:00（夏令时）。

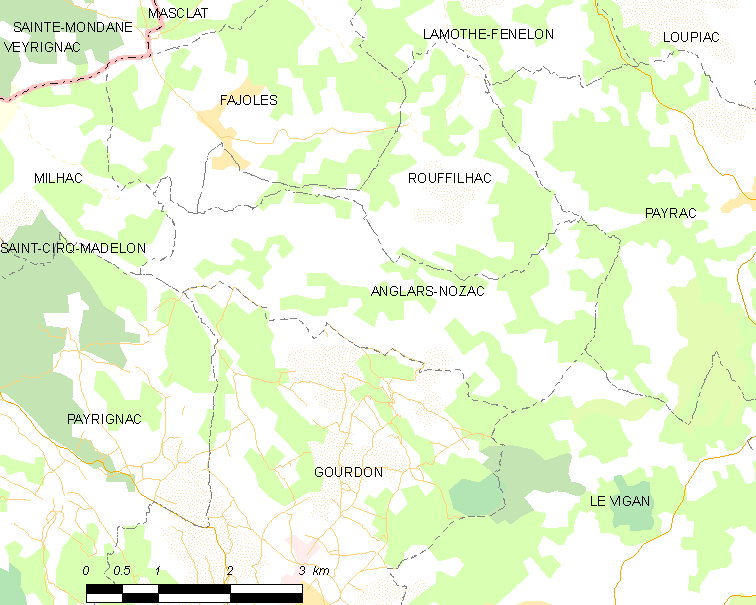
昂格拉尔-诺扎克的OSM定位图

## 行政
昂格拉尔-诺扎克的邮政编码为46300，INSEE市镇编码为46006。

## 政治
昂格拉尔-诺扎克所属的省级选区为古尔东县。

## 人口

1962-2008年间昂格拉尔-诺扎克人口变化图示

昂格拉尔-诺扎克于2022年1月1日时的人口数量为397人。